# 高岡智照
高岡 智照（たかおか ちしょう、1896年（明治29年）4月22日 - 1994年（平成6年）10月22日）は、東京・新橋 (花街)の人気芸妓から、のちに出家して京都の祇王寺を再興した尼僧。
高岡たつ（通称おたつ・たつ子・辰子）の名で出生。茶屋兼置屋「加賀家」の女将遠藤たまの養女となり、東京へ住み替えて橋本姓となった。出家得度して亮弘坊智照の法名を授かって以来、戸籍上の本名は橋本智照で、筆名を高岡智照とした。花街では大阪で千代葉、東京に出て以降は、ずっと照葉を名乗った。

## 略歴
大阪での舞妓時代、恋人（馴染み客）の誤解から生じた結婚話の御破算を修復するため、貞節の証しとして左手小指の先を切り落としたことで姉の八千代に怖がられ、追われるように東京へ移った。18歳（数え年）で贔負客の妾となり芸妓を落籍したが、23歳で関係を解消。大阪南地の花街に戻るや、翌年常客の相場師に見初められて結婚。その後はアメリカ外遊、米人女学生との同性愛、映画主演、自殺未遂、年下青年との駆け落ち、バーのマダム、離婚、松竹の大部屋女優、十年振りの芸妓復職、「テルハの酒場」雇われママ、年下青年からの逃亡などの紆余曲折を経て郷里の奈良にて隠棲。この間、投句や著述の傍ら観音経の読誦を日々の勤めとして尼への想いを募らせ、39歳にして郷里の寺より得度の許しを得た。翌々年、縁あって廃寺同然だった京都の祇王寺に入庵して以来、又従姉弟らと共に寺の復興に尽力し、98歳でこの世を去った。かつてモデルをつとめた絵葉書は妓籍を退いた後も銀座などで販売され、老尼となってからは小説のモデルにもなった。小田照葉、出雲照葉の芸名で映画2本（『愛の扉』1923年、『奔流』1926年）に出演している。

## 生涯

### 千代葉時代（大阪）
1896年（明治29年）4月22日、奈良県に生まれる（届け出上は大阪市南区上本町）。父親は大酒飲みの鍛冶職人だった。2歳のときに母親の小田つるが死亡（行方不明という説も）。祖母に可愛がられて育ったが、7歳のとき、奈良公園で掛け茶屋をやっていた叔母のところで茶汲みの手伝いを始める。父親に騙されて12歳で大阪南地の辻井お梅（尾上菊五郎 (5代目)の妾）のもとに売られた。
14歳のとき、250円で貸座敷「加賀屋」の養女になり、千代葉の名で店出し。その美貌からすぐに人気となり、大阪証券取引所の会長によって水揚げされる。15歳のとき、金持ちの遊び人として浮名を流していた東区北久宝寺町の小間物商、音峰と恋仲になり、結婚の約束をする。2人で別府温泉に行くが、手鏡の中に忍ばせていた歌舞伎役者の写真を音峰が見て嫉妬し、仲違いする。大阪に戻った後、音峰に真情を伝えるため、小指の先をカミソリで切り落とし、切った指先を音峰へ渡した。

### 照葉時代（東京）
この指つめ事件（1911年）がスキャンダルになり、大阪に居づらくなったため上京。新橋芸妓の清香（後藤猛太郎伯爵の愛人で向島に別荘「香浮園」を持っていた）が3000円の借金を肩代わりして引き取った。照葉の名で芸者として披露目をしたその日に、照葉にとって唯一の生きがいだった弟が火遊びが原因で焼死したという知らせが届く。音峰との別れと弟の訃報から、座敷では無口でおとなしい芸者であったが、情夫への義理立てに指をつめた芸者を一目見ようと客が殺到し、またたく間に売れっ子になった。照葉をモデルに撮影された絵葉書も多数作られ、あまりに売れるため、複写して不法に販売する者まで現れて、裁判沙汰まで起きた。絵葉書屋に「東京の芸者で修正がいらないのは照葉だけ」と言わしめたほどの美人だった。芸者としては芸があまりなかったため、その代わりとして学問で勝ちたいと、本を読んで文字を覚え、文章もよくした。

### 芸者から尼僧へ

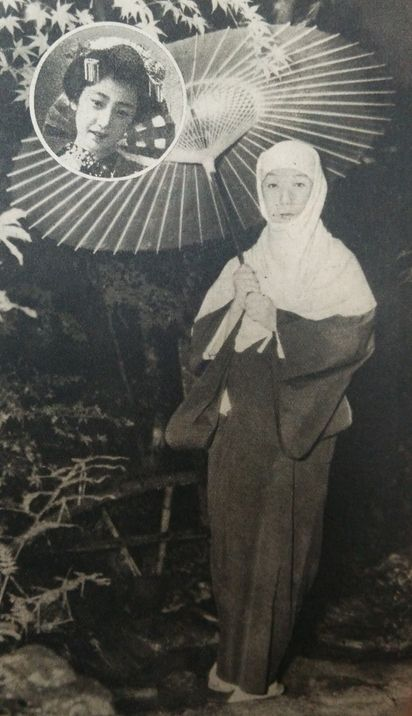
1948年（円内も智照）

1919年、北浜の相場師で映画会社も経営していた小田末造と結婚し、夫について渡米。帰国後、夫婦仲がうまくいかなくなり、2度の自殺未遂を起こした。アメリカに渡り、ロンドンへ行くが、知人であった早川雪洲のアドバイスでパリに移る。この間にパリで子を生んだとされている。1923年（大正12年）には、小田照葉の名で中川紫郎監督映画『愛の扉』に主演。1925年に小田との離婚が成立。医学博士と再婚するが、これも破綻し、大阪でバーを経営。1928年には騒人社書局より自伝『照葉懺悔』を出し、以降も自らの体験を綴った本を出版。1935年、39歳のときに久米寺で得度し、智照を名乗る。寂れていた京都の祇王寺の庵主となり、復興させる。祇王寺は傷ついた女性たちの心の拠り所として話題を集め、1963年には瀬戸内晴美（後の寂聴）が智照をモデルに小説『女徳』を著した。幼くして親に騙されて身売りされ、10代で早くも死にたいと漏らしていた少女は、明治、大正、昭和、平成と逞しく生き抜き、1994年（平成6年）に98歳で没した。

## 自著
- 『照葉懺悔』騒人社書局 1928年
- 『照葉始末書』万里閣書房 1929年
- 『黒髪懺悔』中央公論社 1934年
- 『祗王寺日記』講談社 1973年
- 『花喰鳥―京都祇王寺庵主自伝』かまくら春秋社 1984年
- 『つゆ草日記―嵯峨野 祇王寺庵主自伝』永田書房 1992年